# مارتین لوتر
مارتین لوتر (به آلمانی: Martin Luther) (زادهٔ ۱۰ نوامبر ۱۴۸۳ در آیسلبن آلمان – درگذشتهٔ ۱۸ فوریهٔ ۱۵۴۶) کشیش متجدد دوران رنسانس، مترجم انجیل به زبان آلمانی و یک اصلاح‌طلب مذهبی بود. او یکی از تأثیرگذارترین شخصیت‌ها در تاریخ آئین مسیحیت و از پیشوایان نهضت اصلاحات پروتستانی به‌شمار می‌رود. در ۳۱ اکتبر ۱۵۱۷، مارتین لوتر تحت تأثیر اندیشه‌های اراسموس و انسان‌گرایان، اعلامیۀ ۹۵ ماده‌ای خود را به سردر کلیسای خود آویخت و در آن عمل پاپ و همچنین آلبر، شهریار براندنبورگ را در فروش بهشت و بخشش گناهان محکوم کرد. لوتر پایهٔ مذهب جدید را بر خواست و تقدیر الهی گذاشت و مریدان خود را از هر واسطه یا تلاش برای دگرگون کردن سرنوشت خویش بر حذر داشت. آرامگاه او در شهر ویتنبرگ است.
مارتین لوتر در اواخر عمر به‌شدت یهودستیز شد و در نوشته‌های خود توصیه کرد که خانه‌های یهودیان نابود شده، کنیسه‌های آنان سوزانده شده، اموال آنان ضبط شده و آزادیشان سلب گردد. این نوشته‌ها باعث شده‌است که امروزه او شخصیت بسیار بحث‌برانگیزی باشد.

## زندگی
مارتین لوتر، فرزند هانس، کارگر معدن و همسرش مارگارت لینده‌مان، است. مارتین دوران تحصیلات مقدماتی را در شهرهای مانزفلد، ماگدبورگ و آیزناخ به پایان رسانید و از سال ۱۵۰۱ به تحصیل در دانشگاه ارفورت در رشتهٔ هنر پرداخت و پس از کسب مدرک لیسانس به خواستهٔ پدرش در رشتهٔ حقوق نام‌نویسی کرد که پس از دوماه ترک تحصیل نمود. ظاهراً وقوع یک رعدوبرق باعث تغییر مسیر زندگی مارتین شد. وحشتی غیرقابل توصیف وجودش را فراگرفت، به درگاه خدا پناه آورد و به آنای مقدس قسم خورد که می‌خواهد تارک دنیا شود. دو هفته بعد در تاریخِ ۱۷ ژوئیهٔ ۱۵۰۵ وارد کلیسای آگوستین در ارفورت شد. پس از کسب رتبهٔ کشیشی و آغاز تحصیلات خود در رشتهٔ الهیات در سال ۱۵۱۱ به رم فرستاده شد. پس از بازگشت از رم، به شورای کلیسایی ویتنبرگ منتقل گردید.
لوتر در سال ۱۵۱۲ به دریافت درجهٔ دکترا در رشتهٔ الهیات و کرسی استادی در دانشگاه ویتنبرگ (دانشگاه مارتین لوتر هاله-ویتنبرگ امروزی) نایل شد. پیوند تنگاتنگ اعتقاد درونی و شخصی مارتین لوتر با تفسیر کتاب مقدس، او را به‌این باور رساند که هیچ انسانی باتکیه بر توانایی خود و روش‌های کلیسایی، قادر به ایستادگی بر درگاه خدا و دریافت شفا و رحمت نیست. لوتر به این باور می‌رسد که انسان‌ها براساس اعمال خود و توجیه آن به درگاه خدا ناتوانند تا بخششِ وی را به دست آورند بلکه این لطفِ الهی است که شامل حال بندگان خواهد شد و آن‌ها باید باتواضع، رحمت خدا را قبول نمایند. در سال‌های ۱۵۱۳ - ۱۵۱۸، لوتر در طول تدریسِ بخش‌هایی از کتاب مقدس (مزامیر - رومیان - غلاطیان - رساله به عبرانیان) هرچه بیشتر به اختلاف‌نظر خود با کلیسای سنتی پی برد ولی هیچ‌گاه به جدایی از کلیسا نیندیشید.
در سال ۱۵۱۷ (احتمالاً در ماه اکتبر)، طبق رسوم دانشگاهی آن دوره، به‌منظور ایجاد بحث، اعلامیه‌ای مبنی بر ۹۵ تز در زمینهٔ کاربرد دریافت مالیات از طرف کلیسا و نقش پاپ، صادر کرد. این اعلامیه که در افکارعمومی با اقبال و طرفداری از لوتر همراه بود، آغاز جنبش اصلاحات (رفورماسیون) محسوب می‌شود. کلیسای رم، لوتر را کافر اعلام کرد و خواهان تحویل وی به رم و مجازات نامبرده شد. فریدریش سوم، حاکم ساکسونی با سیاست بی‌طرفانه‌ای موفق شد که محاکمه و بازجویی لوتر را از رم به آگسبورگ منتقل کند و لوتر توسط نمایندهٔ پاپ، اسقف توماس کایتان بازجویی شد. لوتر از پس‌گرفتن نظرات خود سر باز زد و بازجویی بدون نتیجه ماند. حکمران نیز از تحویل لوتر به کلیسای رم خودداری نمود.
در مباحثهٔ عقیدتی که در لایپزیک بین لوتر و استاد الهیات و مفسر انجیل یوهان اک (Johann Eck) انجام گرفت، لوتر در مقابل سؤالات، معصومیت پاپ را زیر سؤال برد. پاسخ شورای کلیسایی به گردن‌کشی لوتر، مصوبهٔ پاپ و حکم تبعید وی بود که وی به‌جای رعایت مهلت شصت‌روزه، نامه‌ای به نجیب‌زادگان مسیحی ملت آلمان ارسال و مصوبهٔ پاپ را در برابر دروازهٔ شهرِ ویتنبرگ همراه با رسالات احکام شرعی به آتش کشید. با این عمل، جدایی لوتر از کلیسای رومی مسجل گردید. هم‌زمان با تاجگذاری کارل پنجم در شهر آخن به تاریخ ۲۳ اکتبر ۱۵۲۰، به لوتر اجازه داده‌شد که به منظور رعایت سلسله‌مراتب سلطنتی و دریافت مصونیت سیاسی، در مجلس حکومتی شهر ورمز برای پاسخ‌گویی به جرایمش، حاضر شود. در دو جلسهٔ متوالی، مارتین لوتر از مواضع خود به‌ویژه در ارتباط با رسالات رفورماسیونی، نامهٔ سرگشاده به «نجیب‌زادگان مسیحی ملت آلمان» و تشبیه مسؤلان کلیسای رم به زندان‌بانانِ بابیلون و نظریهٔ «آزادی یک انسان مسیحی»، دفاع نمود و هرگونه عقب‌نشینی از جایگاه عقیدتی خود را منتفی اعلام کرد. فرمان دادگاه علیه لوتر و طرفدارانش در سرتاسر منطقهٔ حکومتی آلمان رسمیت یافت و از آن پس زندگی لوتر در خطر قرار گرفت. فریدریش سوم برای خنثی کردن توطئه‌های احتمالی علیه لوتر، مخفیانه در راه بازگشت از وُرمز، دستور ربودن وی را صادر کرد. لوتر، به مدت ده ماه در وارتبورگ با نام مستعار زندگی می‌کرد. در این فرصت، مارتین لوتر ترجمهٔ «عهد جدید» را آغاز نمود و این کار را در مدت کوتاه یازده ماه به پایان رساند (از ماه مه ۱۵۲۱ تا مارس ۱۵۲۲). در سال ۱۵۲۵ هم‌زمان با انقلاب دهقانی در آلمان، جنبش اومانیسم مسیحیان و نظرات آزادی‌خواهی درعملِ اراسموس فن روتردام، همچنین جنبش تجددخواهی اسپیریتوالیسم که همگی از پشتیبانان لوتر بودند، مورد انتقاد وی قرار گرفتند و بدین ترتیب لوتر خط تمایزی بین خود و دیگران ترسیم نمود.

## زندگی زناشویی با کاترین
در تاریخ ۱۳ ژوئن ۱۵۲۵، لوتر با کاترینا ون بورا ازدواج و طی زندگی مشترک خود دارای سه پسر و سه دختر شدند. سال‌های اول رفورماسیون صرف استحکام پایه‌های داخلی جنبش شد که در این راه لوتر از کمک‌های فیلیپ ملانشتون بهره‌مند گردید. در این مقوله می‌توان از تغییر مراسم شکرگزاری، برقراری روابط اداری و بازرسی سایر مناطق تحت پوشش رفورم، نام برد. در همین فاصله مارتین لوتر ترجمهٔ کتاب مقدس و ساختن بسیاری از اشعار مذهبی را به پایان رساند. در ژانویهٔ ۱۵۴۶ به‌شهر آیسلبن مسافرت نمود تا در مسئلهٔ گراف فن مانسفلد نقش میانجی را ایفا نماید. مارتین لوتر در اثر بیماری قلبی که از مدت‌ها پیش آزارش می‌داد در همان شهر درگذشت. جسد وی به ویتنبرگ منتقل و در تاریخ ۲۲ ژوئیهٔ ۱۵۴۶ در کلیسای بزرگ شهر به خاک سپرده‌شد.

## بنیادهای رفورم دینی لوتر
در تزهای ۹۵ گانه مارتین لوتر چند گزاره بنیادی وجود دارد که برای جنبش اصلاح دینی بسیار پراهمیت است:
- خداوند همه بندگان خود را برابر آفریده و همه به یکسان به او نزدیک هستند، پس کشیشان یا روحانیان نمی‌توانند مدعی شوند که به خداوند نزدیک‌تر هستند یا از سوی او نمایندگی دارند.
- ایمان دینی حاصل پیوند روحانی و مستقیم میان خداوند و قلب انسان است. پس امری وجدانی و آزادانه است، یعنی اگر از روی جهل یا با فشار باشد هیچ ارزشی ندارد.
- پیوند انسان با خداوند به طور مستقیم و از راه درک کلام الهی انجام می‌گیرد که در کتاب مقدس منقول است و در دسترس همگان قرار دارد. این رابطه به میانجی یا واسطه نیاز ندارد، پس روحانیان حق ندارند خود را واسطه ارتباط بشر با خدا بدانند و این را امتیازی برای خود بشمارند.

این چند تز ساده جهان‌بینی قرون وسطا را که یکسره بر دین استوار بود، از ریشه تکان داد، هم ایمان دینی را از گزند مقامات دنیوی محفوظ نگه داشت و هم راه را برای پیشرفت جامعه بشری بر پایه علم و خرد هموار کرد.

## عقاید لوتر
«هیچ بنده‌ای از دیگران به خدا نزدیکتر نیست و احدی حق ندارد خود را نماینده خداوند بر روی زمین بداند.»
بخشی از ادعانامه مارتین لوتر

عقیدهٔ مذهبی لوتر به پولس رسول و واژهٔ چلیپا بازمی‌گردد. مذهب پروتستان برخلاف کلیسای کاتولیک، معتقد به بخشودگی مؤمنان به پشتوانهٔ اجرای اوامر سنتی کلیسا نبوده بلکه هر انسانی که با اعتقاد و ایمان راستین به گناهان خود اعتراف و طلب آمرزش نماید، حقانیت و عدالت، شامل حالش خواهد شد. واسطهٔ بین خدا و انسان تنها عیسی مسیح است که همزمان هم بشر بود و هم خدا (ناسوتی و لاهوتی) و به‌خاطر گناه انسان‌ها مصلوب گردید. عناصر اصلی الهیات لوتر در این فرمول قابل نمایش است: «تنها مسیح، اعتقاد، بخشش، کتاب» («solus Christus, sola fides, sola gratia, sola scriptura»)
عقیدهٔ او بر این است که: 
«ایمان، فقط ایمان برای نجات انسان کافی است.»
لوتر از هفت اصل عبادتی در کلیسای کاتولیک فقط دو اصل آن یعنی غسل تعمید و عشای ربانی را قبول داشت. وی معتقد بود که تنها آن دو در کتاب مقدس تأیید شده‌است. در آیین عشای ربانی تبدیل عنصر نان و شراب به جسم و خون مسیح، را تقریباً پذیرفت و در همین موضوع با تسوینگلی، دیگر بنیادگرای سوئیسی مناقشهٔ سختی داشت که حضور مسیح را نمادین می‌دانست. وی همچنین به کشیش بودن همهٔ مؤمنان اعتقاد داشت.
وی که هم‌عصر با نیکلاس کوپرنیک ستاره‌شناس لهستانی بود پس از با خبر شدن از نظریهٔ خورشید مرکزیِ وی با آن شدیداً مخالفت کرد.

## خدمات ادبی لوتر به فرهنگ و زبان آلمانی
مارتین لوتر تا سال ۱۵۲۰، آثار کتبی خود را به زبان‌های لاتین و آلمانی منتشر می‌نمود. این آثار، بیشتر شامل نامه‌نگاری‌های او است. از خدمات مهم لوتر، توسعهٔ زبان آلمانی به‌وسیلهٔ چاپ متعدد نوشته‌هایش می‌باشد. از تعداد ۹۳۵ نوشتاری که در سال ۱۵۲۳ به چاپ رسید، تعداد ۳۹۲ عدد آن متعلق به لوتر بود.
لوتر انجیل را به زبان آلمانی ترجمه کرد. اگرچه ترجمه او نخستین ترجمهٔ آلمانی نبود، اما به مهم‌ترین و چالش‌زاترین ترجمهٔ زمانه تبدیل شد. دلیل آن این بود که لوتر دست خود را برای مداخله در آیات کتاب مقدس باز گذاشت. نمونهٔ این مداخله حذف آیات ۷ و ۸ از رسالهٔ اول یوحنا بود که لوتر اعتقاد داشت، آیاتی جعلی هستند. ترجمهٔ آلمانی او از انجیل، تا زمان مرگش چهارصد بار تجدید چاپ گردید. این موفقیت در گرو تسلط لوتر به زبان‌های مختلف و شناخت وی از علم کلام در الهیات بود. او همچنین زبان آلمانی را در ردیف سه زبان مقدس و مورد احترام، شامل زبان عبری، زبان یونانی، و زبان لاتین قرار داد. دراین راستا لوتر از به کار بردن سبک نوشتارِ اداری و روش نویسندگان و واعظان زمان خود، کناره گرفت و در نامه‌ای سرگشاده به مترجمان پیشنهاد می‌کند که در ساختن جملات و به کاربردن لغات جدید و قابل‌فهم برای مردان و زنان عامی، دقت لازم را مبذول دارند.
سبک نگارش لوتر و تناسب گفتار و نوشتار وی با درکِ مردم عادی، مورد اقبال و تأیید قرار گرفت و تأثیری سازنده بر زبان و ادبیات آلمانی نو نهاد. خدمات لوتر در این زمینه گرچه با فعالیت‌های یاکوب گریم هم‌سو ارزیابی شده‌است لیکن از نظر محتوا و حجم، با آن قابل سنجش نمی‌باشد. آثار ادبی لوتر همیشه تحت‌الشعاع فعالیت‌های مذهبی و در رتبهٔ پایین‌تری قرار داشته‌است. سبک نثرنویسی لوتر (لاتین و آلمانی) بیشتر تابع شکل‌های سنتی مانند رسالات، پند و موعظه، مباحثه و افسانه (ترجمهٔ داستان‌های ازوپ به زبان آلمانی) می‌باشد. بیش از ۲۵۰۰ نامه و کتاب به نام: گپ‌های دور میزی (Tischreden / Colloquia Doct) از جملهٔ آثار او می‌باشد. لوتر پدیدآورندهٔ آوازهای کلیسای پروتستان نیز می‌باشد. وی توجه خود را به مزامیر و سرودهای قرون وسطا معطوف و با ترجمه و تغییراتی در نظم آن‌ها، به مذهب جدید اضافه نمود. ارج نهادن لوتر به هنر موسیقی در کلیسای پروتستان و باور به اهمیت آن از نظر مذهبی (برخلاف نظریهٔ مونتسلر - سوینگلی - کالوین)، نقطهٔ عطفی در موسیقی کلیسایی محسوب می‌گردد.

## عقاید مذهبی منتخب از اصلاحات دینی سدهٔ شانزدهم
فرقه‌هایی که این اصلاحات را پدیدآوردند کاتولیک‌هایی بودند که از کلیسای رومی جدا شدند و به شاخه‌های مختلف تقسیم گردیدند، مانند فرقهٔ لوتری (Lutherien) - فرقهٔ آنگلیکان (Angelican)- فرقهٔ کالونیسم (Calviniste)- فرقهٔ پرسبی‌ترین (Presbyterien) - فرقهٔ کنگرگاسیونیست (Congregationniste) - فرقهٔ متدیست (Methodiste) - فرقهٔ مراو (Morave).
اختلاف اساسی پروتستان‌ها با کاتولیک‌ها را در سه موضوع مهم می‌توان خلاصه کرد:
- الف) تعریف ایمان
- ب) خصایص باطنی، عقیدهٔ دینی
- پ) آیین و رسوم ظاهری مذهب

الف) کلیسای کاتولیک، خود را یگانه حافظ و قاضی حقیقتی که در کتاب مقدس مسطور است و توسط سنت حفظ شده و شورای عالی پاپ‌ها آن را تأیید کرده، می‌داند. برعکس، پروتستان‌ها مقیاس ایمان را کتاب مقدس می‌دانند ولی عقل فردی را مفسر آن می‌شمارند و می‌گویند در اموری که مربوط به اوامر خدای تعالی و موجب نجات روح است‚ هر کس مسئول خویشتن است.
ب) در اعتقادات مذهبی بزرگ‌ترین اختلاف کاتولیک‌ها و پروتستان‌ها در مسئلهٔ گناه است. کاتولیک‌ها معتقدند که نجاتِ الهی به‌وسیله قربانی‌ها و فدیه‌ها شامل حال همه‌کس خواهد شد و عفوِ الهی هیچ‌کس را محروم نگذارد ولی پروتستان‌ها و به‌خصوص کالوینیست‌ها مسئلهٔ گناهان آدم را اصلی و مقدر دانند و گویند عقیده به عفو و لطفِ الهی موجب آن شود که آدمی از عذاب دوزخ فرار کند. دیگر این‌که تعداد مراسم، محدود به غسل تعمید و عشای ربانی شده‌است.
پ) از نظر رسوم و انتظامات دینی‚ مراجع مذهبی، پاستورها (کشیشان پروتستان) هستند. کلیساهای پروتستان در ممالک مختلف، مستقل از یک‌دیگرند. مذهب پروتستان در کشورهای آلمان، شمال دانمارک، سوئد و نروژ، انگلستان، هلند و در ایالات متحدهٔ آمریکا رواج یافت.

## یهودستیزی
مارتین لوتر نوشته‌های زیادی در مورد یهودیان دارد و بعضی کتاب‌های او مستقیماً در مورد آنان است. لوتر برخورد زیادی با یهودیان در زندگی شخصی خود نداشت و بیشتر دیدگاه‌های او مربوط به دیدگاه‌های مذهبی است. او یهودیان را به خاطر رد کردن عیسی مسیح کافر می‌دانست. در ابتدا او دیدگاه‌های مثبت‌تری نسبت به یهودیان داشت. به‌طور مثال او در سال ۱۵۲۳ نوشته‌است که عیسی نیز یهودی‌زاده بود ولیکن این نوشته‌ها بیشتر به دلیل مسیحی کردن یهودیان بود. بعد از اینکه موفق نشد یهودیان را مسیحی کند نظراتش نسبت به آنان منفی‌تر شد.
مهم‌ترین اثرات لوتر در مورد یهودیان کتابی به نام دربارهٔ یهودیان و دروغ‌های آنان و کتاب دیگری به نام دربارهٔ نام و نسل مقدس مسیح است. در این کتاب‌ها لوتر گفت که یهودیان دیگر قوم برگزیدهٔ خدا نیستند و بلکه قوم شیطان هستند. او پیشنهاد کرد که کنیسه‌ها سوزانده شوند، کتاب‌های دینی یهودیان نابود شود، جلوی درس دادن خاخام‌ها گرفته شود و اموال و خانه‌های آنان غارت گردد. به نظر رابرت مایکل، جملهٔ مارتین لوتر که در آن گفته‌بود «ما مقصر هستیم که آنها (یهودیان) را نمی‌کشیم»، تشویق به قتل بود.
بعضی از یهودیان وضعیت بد خود را در آلمان آن زمان، تقصیر مارتین لوتر می‌دانستند. به‌طور مثال جوزل روشیم که تلاش کرد یهودیان ساکسونی را نجات دهد در مورد او گفته‌است «آن روحانی که نام او مارتین لوتر بود — که خدا او را به جهنم بفرستد — کتاب‌های بسیار کفرآمیزی نوشت و نوشت که هر کس به یهودیان کمک کند گناه بزرگی مرتکب شده‌است». جوزل از شهر استراسبورگ خواست که چاپ شدن کتاب‌های لوتر را ممنوع کند. تأثیر لوتر حتی بعد از مرگ او نیز باقی بود. در بسیاری از ایالت‌هایی که لوتران شده بودند یهودیان چندین بار اخراج شدند.
کتاب‌های لوتر در زمان آلمان نازی مجدداً مورد توجه قرار گرفتند. بسیاری از کتاب‌های ضدیهودی چاپ شده در آلمان نازی دارای اشارات به لوتر بود.
ولیکن بعضی از محققان اعتقاد دارند که آثار لوتر بیشتر جنبهٔ مذهبی و نه نژادی دارد، زیرا او معتقد بود که یهودیان می‌توانند با مسیحی شدن رستگار شوند.
از سال ۱۹۸۰ کلیساهای لوتران بسیاری از کتاب‌های مارتین لوتر را حذف کرده و از نوشته‌های او، به‌خصوص در مورد یهودیان، استفاده نمی‌کنند.

## آموزش‌وپرورش رایگان
نخستین‌بار در تاریخ، لوتر اظهار کرد که فرهنگ و آموزش و پرورش باید به‌هزینهٔ دولت و برای همهٔ مردم ــ اعم از توانگر و درویش، پسر و دختر ــ باشد. چون پدر و مادر بیشتر نادان یا خودخواه یا گرفتار هستند، وظیفهٔ شهرداران است که وادارشان کنند تا کودکانشان را به آموزشگاه بفرستند. به‌عقیدهٔ لوتر، برنامهٔ تحصیلات باید عبارت باشد از خواندن کتاب مقدس و شرعیات، زبان‌های لاتین و یونانی و عبری، سخنوری یا خطابه، و منطق.

## آثار منتشرشدهٔ لوتر
- نامه‌های لوتر در ۶۷ جلد، ارلانگن ۱۸۲۶ میلادی
- مجموعهٔ آثار انتقادی لوتر، وایمار ۱۸۸۳ میلادی
- مباحث لوتر بین سال‌های ۱۵۳۵ و ۱۵۴۵ میلادی در دانشگاه ویتنبرگ، ۱۸۹۵ میلادی
- آثار منتخب، در یازده جلد
- نوشتارهای منتخب، ۱۹۸۲ میلادی
- اصول اصلاحات، ۱۹۸۳ میلادی
- دربارهٔ یهودیان و دروغ‌های آنان، ۱۹۷۱ میلادی

## کتابشناسی
- Brecht, Martin; tr. James L. Schaaf (1985). Martin Luther. Vol. 1: His Road to Reformation, 1483–1521. Philadelphia: Fortress Press.
- Brecht, Martin; tr. James L. Schaaf (1994). Martin Luther. Vol. 2: Shaping and Defining the Reformation, 1521–1532. Philadelphia: Fortress Press.
- Brecht, Martin; tr. James L. Schaaf (1999). Martin Luther. Vol. 3: The Preservation of the Church, 1532–1546. Philadelphia: Fortress Press.
- Michael Hughes, Early Modern Germany: 1477–1806, London: Macmillan, 1992, شابک ‎۰−۳۳۳−۵۳۷۷۴−۲.
- Wilson, Derek (2007). Out of the Storm: The Life and Legacy of Martin Luther. London: Hutchinson. ISBN 978-0-09-180001-7.